# 杨恽
杨恽（?—前54年），字子幼。西漢華陰（今屬陝西）人。

## 生平
司馬遷的外孫。丞相楊敞之次子。兄長楊賁。
汉宣帝时，以父荫补常侍郎。好史學，读司馬遷《史记》，认为其价值可比《春秋》，遂公布此书，《史记》得以广泛流传。初為中郎將，漢宣帝神爵元年（前61年），為諸吏光祿勳，因告發霍禹謀反有功，封平通侯。
楊惲廉潔无私，却好告發人短，招致人怨。與太僕戴長樂失和，戴長樂檢舉他：“以主上為戲，語近悖逆”，下獄後釋放。五鳳二年，免為庶人。楊恽失勢家居，以豪奢自娱。安定郡太守孙会宗寫信給杨恽，告訴他“大臣廢退，當闔門惶懼”。楊惲复书《報孫會宗書》，信的內容多牢骚不平之語。
不久，楊賁之子楊譚勸楊惲應耐心等候，朝廷或將再次任用。五鳳四年（前54年）夏天，出現日蝕。騶馬猥佐（管理馬廄的官吏）成某上書密告杨恽骄奢不悔過，日蝕的出現實乃此人造成。汉宣帝派遣廷尉按驗，搜得《報孫會宗書 （页面存档备份，存于）》，宣帝见而恶之，是年（前54年）十二月，以大逆不道的罪名處以腰斬。其妻子流放酒泉郡。亲友亦受牵连，唯獨京兆尹张敞未被罢免。張敞派遣屬下賊捕掾絮舜查案，絮舜竟以張敞將被免職而抗命。张敞遂殺絮舜。杨恽著有《報孫會宗書》，被收入《古文觀止》。